# Nick Jones
Ryan Nicholas "Nick" Jones (Portland, Oregón, 28 de marzo de 1945) es un exjugador de baloncesto estadounidense que disputó tres temporadas en la NBA y dos más en la ABA. Con 1,88 metros de estatura, jugaba en la posición de base. Es hermano del también exjugador profesional Steve Jones.

## Trayectoria deportiva

### Universidad
Jugó durante tres temporadas con los Ducks de la Universidad de Oregón, en las que promedió 13,9 puntos y 3,4 rebotes por partido. En su última temporada fue incluido en el segundo mejor quinteto de la Pacific-8 Conference.

### Profesional
Fue elegido en la trigésimo primera del Draft de la NBA de 1967 por San Diego Rockets, con los que jugó una temporada en la que promedió 5,4 puntos y 2,1 asistencias por partido. Tras ser despedido, al año siguiente probó fortuna en la ABA, pero únicamente llegó a disputar siete partidos con los Dallas Chaparrals y los Miami Floridians.
En 1970 regresó a la NBA fichando como agente libre por los San Francisco Warriors, donde en su primera temporada como suplente de Ron Williams promedió 6,9 puntos y 1,4 asistencias por partido. Al año siguiente la franquicia adquiriría su denominación actual, Golden State Warriors, jugando una temporada más en la que sus estadísticas bajaron hasta los 3,3 puntos por encuentro, siendo despedido al término de la misma.
Regresó a los Chaparrals al año siguiente, pero solo llegó a disputar 3 partidos antes de ser cortado y retirarse definitivamente.

## Estadísticas de su carrera en la NBA y la ABA

### Temporada regular
| Temporada | Edad | Equipo                 | Liga  | P   | TIT | MIN  | TC  | TCA | %TC  | 3P  | 3PA | %3P  | TL  | TLA | %TL  | R.OF. | R.DEF. | REB | ASIS | ROB | TAP | PER | FP  | PTS |
| 1967-68   | 22   | San Diego Rockets      | NBA   | 42  |     | 14.4 | 2.0 | 5.5 | .371 |     |     |      | 1.3 | 1.6 | .797 |       |        | 1.6 | 2.1  |     |     |     | 2.0 | 5.4 |
| 1968-69   | 23   | TOTAL                  | ABA   | 7   |     | 11.6 | 1.3 | 4.0 | .321 | 0.0 | 0.3 | .000 | 0.3 | 0.9 | .333 | 0.7   | 0.4    | 1.1 | 0.9  |     |     | 0.9 | 2.0 | 2.9 |
| 1968-69   | 23   | Dallas Chaparrals      | ABA   | 4   |     | 15.0 | 1.5 | 5.0 | .300 | 0.0 | 0.5 | .000 | 0.5 | 1.5 | .333 | 1.0   | 0.3    | 1.3 | 1.3  |     |     | 1.5 | 2.5 | 3.5 |
| 1968-699  | 23   | Miami Floridians       | ABA   | 3   |     | 7.0  | 1.0 | 2.7 | .375 | 0.0 | 0.0 |      | 0.0 | 0.0 |      | 0.3   | 0.7    | 1.0 | 0.3  |     |     | 0.0 | 1.3 | 2.0 |
| 1970-71   | 25   | San Francisco Warriors | NBA   | 81  |     | 14.6 | 2.8 | 6.5 | .430 |     |     |      | 1.4 | 1.9 | .735 |       |        | 1.4 | 1.4  |     |     |     | 2.4 | 6.9 |
| 1971-72   | 26   | Golden State Warriors  | NBA   | 65  |     | 7.4  | 1.3 | 3.0 | .418 |     |     |      | 0.8 | 0.9 | .836 |       |        | 0.6 | 0.7  |     |     |     | 1.7 | 3.3 |
| 1972-73   | 27   | Dallas Chaparrals      | ABA   | 3   |     | 5.3  | 1.0 | 2.7 | .375 | 0.0 | 0.0 |      | 0.7 | 1.0 | .667 | 0.3   | 0.0    | 0.3 | 0.3  |     |     | 0.7 | 1.3 | 2.7 |
| Total     |      |                        | TOTAL | 198 |     | 11.9 | 2.0 | 5.0 | .410 | 0.0 | 0.2 | .000 | 1.1 | 1.5 | .762 | 0.6   | 0.3    | 1.1 | 1.3  |     |     | 0.8 | 2.0 | 5.2 |
|           |      |                        | NBA   | 188 |     | 12.0 | 2.1 | 5.1 | .413 |     |     |      | 1.2 | 1.5 | .772 |       |        | 1.1 | 1.3  |     |     |     | 2.0 | 5.3 |
|           |      |                        | ABA   | 10  |     | 9.7  | 1.2 | 3.6 | .333 | 0.0 | 0.2 | .000 | 0.4 | 0.9 | .444 | 0.6   | 0.3    | 0.9 | 0.7  |     |     | 0.8 | 1.8 | 2.8 |

### Playoffs
| Temporada | Edad | Equipo                 | Liga | P | MIN | TCA | TC | 3PA | 3P | TLA | TL | R.OF. | REB | ASIS | ROB | TAP | PER | FP | PTS | %TC  | %3P | %FT   | MIN  | PTS | REB | AST |
| 1970-71   | 25   | San Francisco Warriors | NBA  | 5 | 77  | 7   | 26 |     |    | 15  | 18 |       | 5   | 5    |     |     |     | 9  | 29  | .269 |     | .833  | 15.4 | 5.8 | 1.0 | 1.0 |
| 1971-72   | 26   | Golden State Warriors  | NBA  | 2 | 7   | 1   | 2  |     |    | 2   | 2  |       | 0   | 2    |     |     |     | 0  | 4   | .500 |     | 1.000 | 3.5  | 2.0 | 0.0 | 1.0 |
| Total     |      |                        | NBA  | 7 | 84  | 8   | 28 |     |    | 17  | 20 |       | 5   | 7    |     |     |     | 9  | 33  | .286 |     | .850  | 12.0 | 4.7 | 0.7 | 1.0 |